# 曹变蛟
曹變蛟（？—1642年），大同人。明朝軍事人物。
曹文詔的從子，早年隨文诏出兵作战，積軍功至游擊。崇禎四年（1631年），跟從曹文詔、馬科、王世虎等克復河曲，斬首1,500餘級。曹文詔戰死，曹變蛟收集溃卒，追隨洪承疇為部下，身不解甲27昼夜，其後李自成大敗，遁走商洛。進位為左都督。
崇禎十四年（1642年），參與松錦之戰，清军偷袭明军笔架山糧草得逞，明军辎重尽失，更無鬥志。諸將趁夜突圍，死傷甚慘。曹变蛟則放棄突圍，突袭清军大营，身被兩創仍拼死向前，直入大帳中，清军猝不及防，皇太極本人拔刀抵抗。遏必隆与锡翰偕同辅国公额克亲合力抵御，变蛟受伤撤离。崇祯十五年正月，明軍副将夏承德遣人密约降清，以為內應。二月十八日夜晚，夏承德开城门，清軍由南城墙登梯而入，松山城陷。洪承疇與曹變蛟與遼東總兵王廷臣、巡撫邱民仰皆被俘。與4,000名明軍俘虜被皇太極處決，僅洪承疇、祖大壽、祖大樂存活。一說曹變蛟隨洪承疇被押至凌河，對洪承疇說︰“可以死矣。”遂自刎死。

## 延伸阅读
[在维基数据编辑]
 《明史卷二百七十二》，出自《明史》